# Douglas John Foskett
Douglas John Foskett, OBE (27 de juny de 1918 - 7 de maig de 2004) va ser un bibliotecari i científic de la informació i biblioteques britànic, autor de diversos sistemes de classificació per facetes.

## Biografia
Va nàixer a Londres el 27 de juny de 1918. Va rebre la seva llicenciatura per part del Queen Mary College al 1939, i al 1954 la seva mestressa a Birkbeck, Universitat de Londres. Va començar la seva carrera a finals de la dècada de 1930 com a bibliotecari a les Biblioteques Públiques d'Ilford, Essex. Durant la segona guerra mundial, va servir en el Cos Mèdic de l'Exèrcit Reial i més tard en el Cos d'Intel·ligència. De 1948 a 1957 va ser Cap d'Informació a la Divisió d'Investigació de Metal Box Company Limited. De 1957 a 1978 va estar a la biblioteca de l'Institut d'Educació de Londres, on va dissenyar i implementar l'esquema especialitzat en Classificació d'Educació de Londres, per organitzar les col·leccions de la biblioteca. Els seus 5 últims anys abans de jubilar-se va ser Director dels Servicis de la Biblioteca Central de la Universitat de Londres.
A principis de la dècada de 1950, Foskett va ser un dels membres fundadors del Grup d'Investigació i Classificació. Va ser un membre actiu de l'Associació de Biblioteques Britàniques. Durant 5 anys va ser membre del Comitè Assessor Internacional de Biblioteques, Documentació i Arxius de la Unesco. A part, també és professor convidat al MIT, a Ghana, Ibadan, Brasil i Islàndia.
Els seus pares van ser John Henry Foskett i Amy Florence (Lugg) Foskett. Va tindre un germà, Tony John Foskett i amb la seva dona Joy McCann va tindre tres fills: Trevor, Penelope i Rosalind Foskett.

## Publicacions
Una selecció de llibres:
- 1952. Assistance to readers in lending libraries
- 1958. Library Classification and the Field of Knowledge
- 1965. How to Find Out: Educational Research
- 1967. Information service in libraries
- 1974. Classification and indexing in the social sciences
- 1974. The London Education Classification (with Joy Foskett)
- 1977. Notes on Compiling Bibliographies: For the Guidance of Students
- 1980. Encyclopedia of Library and Information Science. With A. Kent
- 1983. Reader in Comparative Librarianship
- 1984. Pathways for communication: books and libraries in the information age